# Thégra
Pour l’article ayant un titre homophone, voir Tegra.
Thégra est une commune française située dans le nord du département du Lot, en région Occitanie.
Elle est également dans le causse de Gramat, le plus vaste et le plus sauvage des quatre causses du Quercy.
Exposée à un climat océanique altéré, elle est drainée par, le ruisseau de Bourines, le ruisseau de Thégra et par un autre cours d'eau. Incluse dans le bassin de la Dordogne, la commune possède notamment trois zones naturelles d'intérêt écologique, faunistique et floristique.
Thégra est une commune rurale qui compte 488 habitants en 2022, après avoir connu un pic de population de 1 708 habitants en 1831. Elle fait partie de l'aire d'attraction de Gramat. Ses habitants sont appelés les Thégratois ou  Thégratoises.

## Géographie
Thégra est un village faisant partie du Quercy et plus précisément du causse de Gramat. Malgré cette association au causse, le village n'est pas en un lieu sec, mais auprès de petits cours d'eau (les petites fontaines -nommées fonts en langue d'oc- sont présentes un peu partout) et empli de verdure durant toute l'année. Les conifères sont peu nombreux, les noyers et chênes étant les arbres prenant le plus de place. L'agriculture est peu présente puisque le sol est assez vallonné, et ce sont les élevages (ovins et bovidés) et les prairies (à foin) qui sont les plus fréquents. La roche calcaire est très présente, et principalement utilisée pour les bâtiments ainsi que les murs en pierre sèche et les gariottes.

### Accès
il s'effectue principalement par l'A20, ou par les gares SNCF les plus proches de Gramat et de Bretenoux-Biars.

### Communes limitrophes
Les communes limitrophes sont Gramat, Alvignac, Lavergne, Loubressac, Mayrinhac-Lentour, Miers, Padirac et Rignac.
| Miers    | Padirac | Loubressac        |
| Alvignac | Thégra  | Mayrinhac-Lentour |
| Rignac   | Gramat  | Lavergne          |

### Climat
Pour des articles plus généraux, voir Climat de l'Occitanie et Climat du Lot.
En 2010, le climat de la commune est de type climat océanique altéré, selon une étude s'appuyant sur une série de données couvrant la période 1971-2000. En 2020, Météo-France publie une typologie des climats de la France métropolitaine dans laquelle la commune est dans une zone de transition entre le climat océanique altéré et le climat de montagne ou de marges de montagne et est dans la région climatique Ouest et nord-ouest du Massif Central, caractérisée par une pluviométrie annuelle de 900 à 1 500 mm, maximale en automne et en hiver.
Pour la période 1971-2000, la température annuelle moyenne est de 11,7 °C, avec une amplitude thermique annuelle de 15,5 °C. Le cumul annuel moyen de précipitations est de 1 116 mm, avec 11,8 jours de précipitations en janvier et 7,1 jours en juillet. Pour la période 1991-2020, la température moyenne annuelle observée sur la station météorologique la plus proche, située sur la commune de Lunegarde à 16 km à vol d'oiseau, est de 12,6 °C et le cumul annuel moyen de précipitations est de 828,1 mm,. Pour l'avenir, les paramètres climatiques de la commune estimés pour 2050 selon différents scénarios d’émission de gaz à effet de serre sont consultables sur un site dédié publié par Météo-France en novembre 2022.

### Milieux naturels et biodiversité

#### Espaces protégés
La protection réglementaire est le mode d’intervention le plus fort pour préserver des espaces naturels remarquables et leur biodiversité associée,.
La commune fait partie du parc naturel régional des Causses du Quercy, un espace protégé créé en 1999 et d'une superficie de 183 039 ha, qui s'étend sur 102 communes du département du Lot. La cohérence du territoire du Parc s’est fondée sur l’unité géologique d’un même socle de massif karstique, entaillé de profondes vallées. Le périmètre repose sur une unité de paysages autour de la pierre et du bâti (souvent en pierre sèche), de l’empreinte des pelouses sèches et du pastoralisme et de l’omniprésence des patrimoines naturels et culturels,. Ce parc a été classé Géoparc en mai 2017 sous la dénomination « géoparc des causses du Quercy », faisant dès lors partie du réseau mondial des Géoparcs, soutenu par l’UNESCO,.
La commune fait également partie de la zone de transition du bassin de la Dordogne, un territoire d'une superficie de 1 880 258 ha reconnu réserve de biosphère par l'UNESCO en juillet 2012,.

#### Zones naturelles d'intérêt écologique, faunistique et floristique
L’inventaire des zones naturelles d'intérêt écologique, faunistique et floristique (ZNIEFF) a pour objectif de réaliser une couverture des zones les plus intéressantes sur le plan écologique, essentiellement dans la perspective d’améliorer la connaissance du patrimoine naturel national et de fournir aux différents décideurs un outil d’aide à la prise en compte de l’environnement dans l’aménagement du territoire.
Deux ZNIEFF de type 1 sont recensées sur la commune :
les « prairies naturelles et boisements de la combe Molière et du Bos del Moussur » (178 ha), couvrant 4 communes du département et 
les « vieux arbres de Nougayrol » (50 ha), couvrant 2 communes du département
et une ZNIEFF de type 2, : 
le « plateau et bassin d'alimentation du système karstique de Padirac » (10 133 ha), couvrant 11 communes du département.

Cartes des ZNIEFF de type 1 et 2 à Thégra.
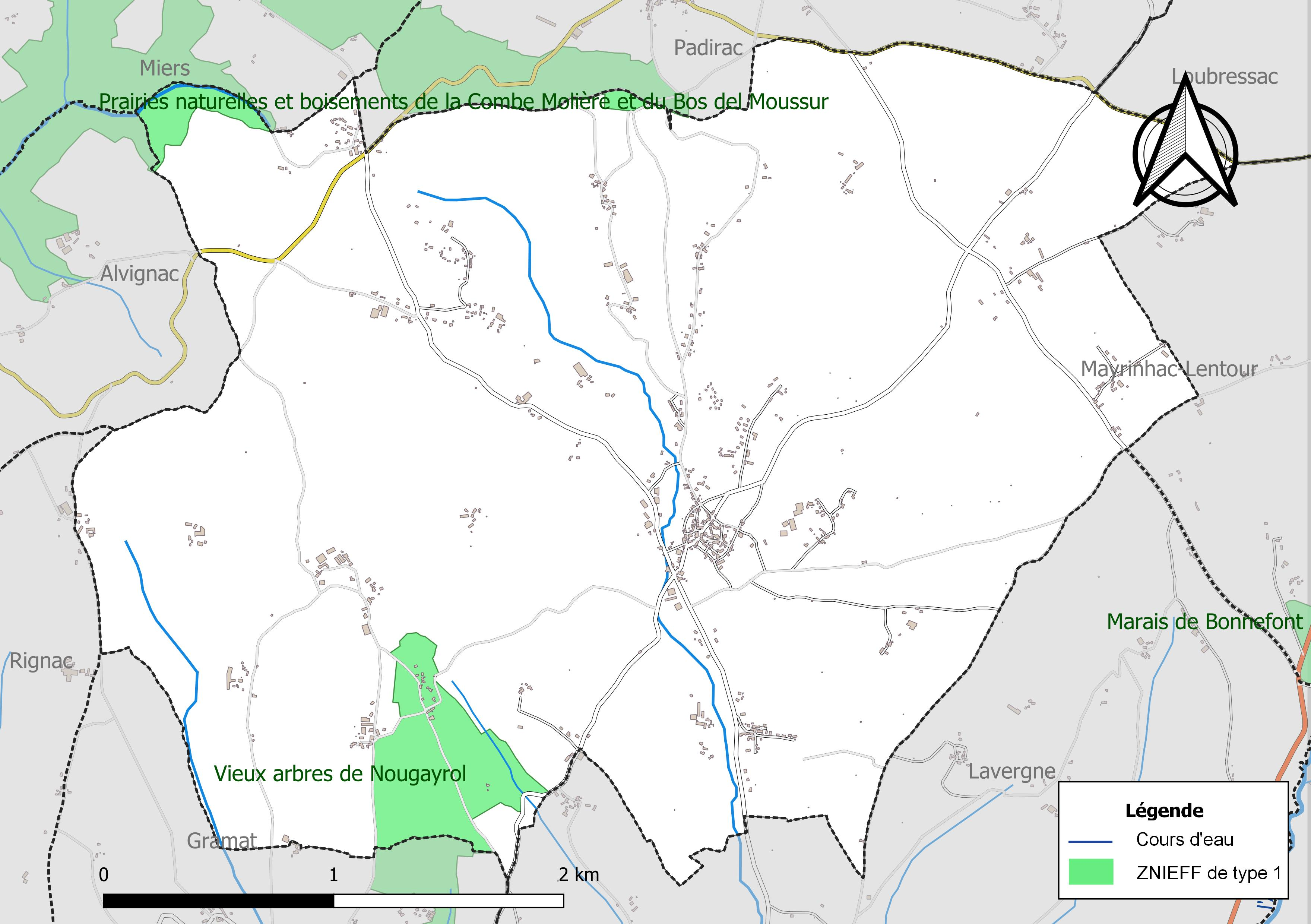
Carte des ZNIEFF de type 1 sur la commune.
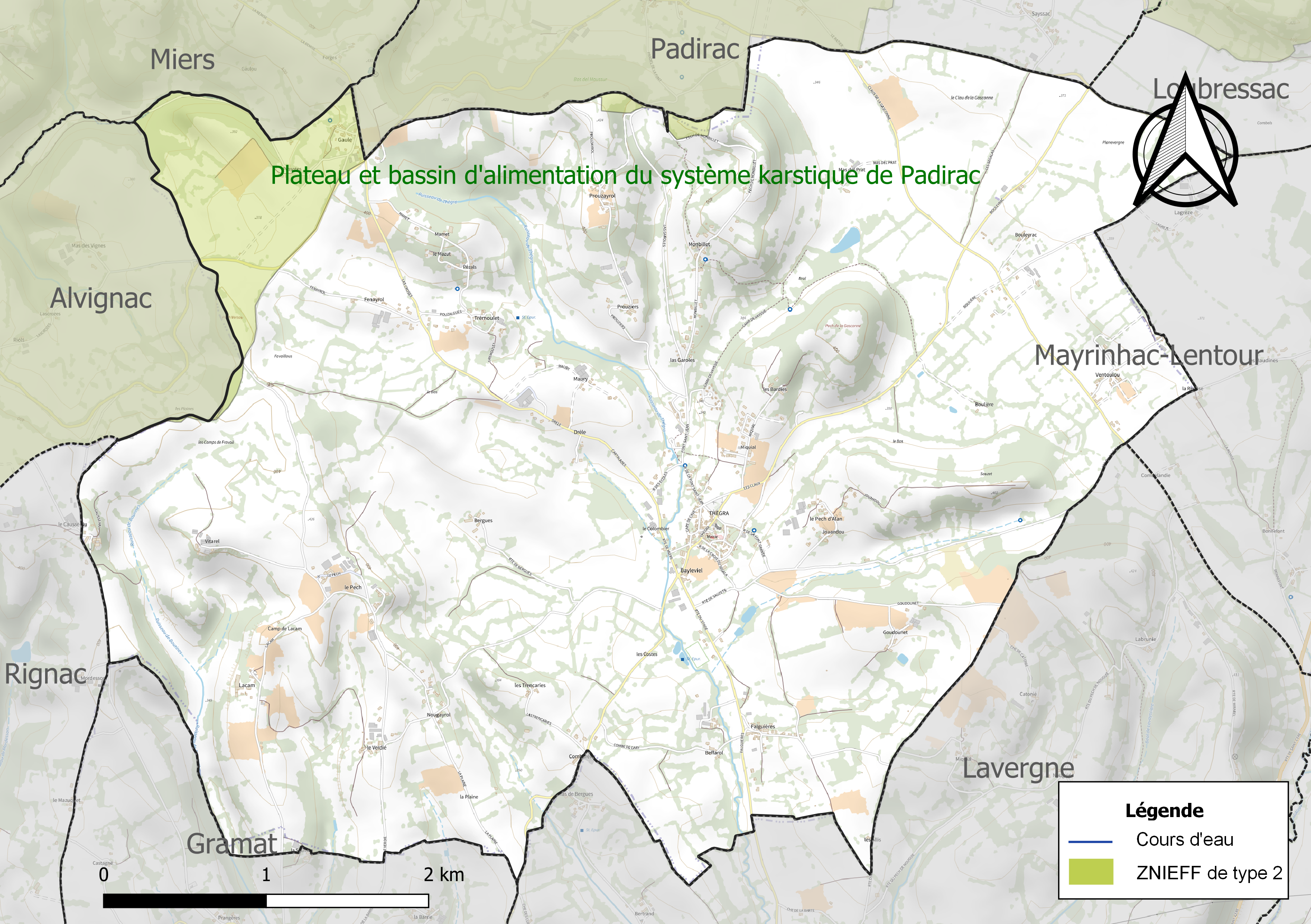
Carte de la ZNIEFF de type 2 sur la commune.

## Urbanisme

### Typologie
Au 1er janvier 2024, Thégra est catégorisée commune rurale à habitat dispersé, selon la nouvelle grille communale de densité à sept niveaux définie par l'Insee en 2022.
Elle est située hors unité urbaine. Par ailleurs la commune fait partie de l'aire d'attraction de Gramat, dont elle est une commune de la couronne,. Cette aire, qui regroupe 18 communes, est catégorisée dans les aires de moins de 50 000 habitants,.

### Occupation des sols
L'occupation des sols de la commune, telle qu'elle ressort de la base de données européenne d’occupation biophysique des sols Corine Land Cover (CLC), est marquée par l'importance des territoires agricoles (96 % en 2018), en augmentation par rapport à 1990 (92,4 %). La répartition détaillée en 2018 est la suivante : 
prairies (50,6 %), zones agricoles hétérogènes (45,4 %), forêts (4 %). L'évolution de l’occupation des sols de la commune et de ses infrastructures peut être observée sur les différentes représentations cartographiques du territoire : la carte de Cassini (XVIIIe siècle), la carte d'état-major (1820-1866) et les cartes ou photos aériennes de l'IGN pour la période actuelle (1950 à aujourd'hui).

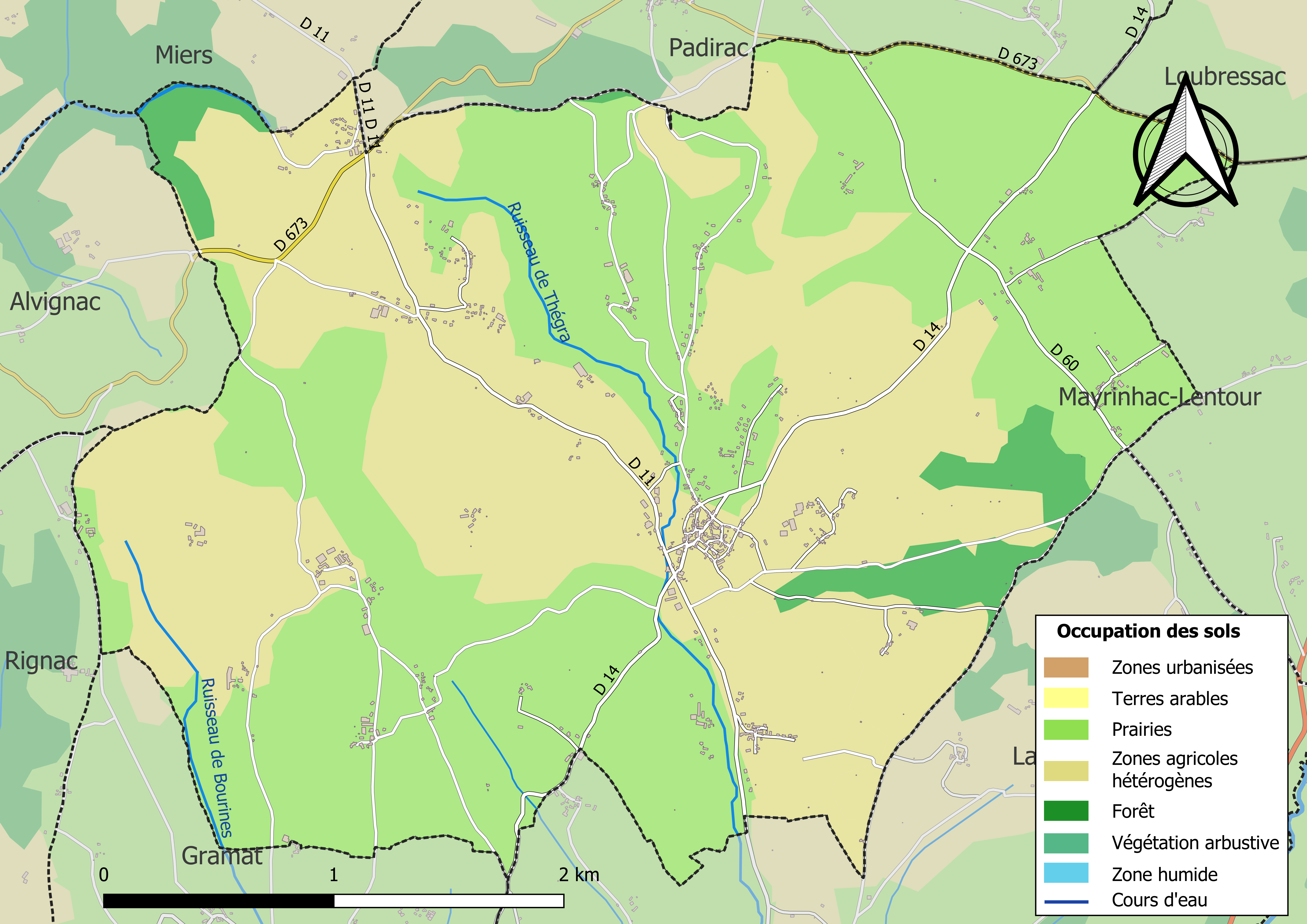
Carte des infrastructures et de l'occupation des sols de la commune en 2018 (CLC).

### Risques majeurs
Le territoire de la commune de Thégra est vulnérable à différents aléas naturels : météorologiques (tempête, orage, neige, grand froid, canicule ou sécheresse), feux de forêts, mouvements de terrains et séisme (sismicité très faible). Un site publié par le BRGM permet d'évaluer simplement et rapidement les risques d'un bien localisé soit par son adresse soit par le numéro de sa parcelle.
Thégra est exposée au risque de feu de forêt. Un plan départemental de protection des forêts contre les incendies a été approuvé par arrêté préfectoral le 30 novembre 2015 pour la période 2015-2025. Les propriétaires doivent ainsi couper les broussailles, les arbustes et les branches basses sur une profondeur de 50 mètres, aux abords des constructions, chantiers, travaux et installations de toute nature, situées à moins de 200 mètres de terrains en nature
de bois, forêts, plantations, reboisements, landes ou friches. Le brûlage des déchets issus de l’entretien des parcs et jardins des ménages et des collectivités est interdit. L’écobuage est également interdit, ainsi que les feux de type méchouis et barbecues, à l’exception de ceux prévus dans des installations fixes (non situées sous couvert d'arbres) constituant une dépendance d'habitation.

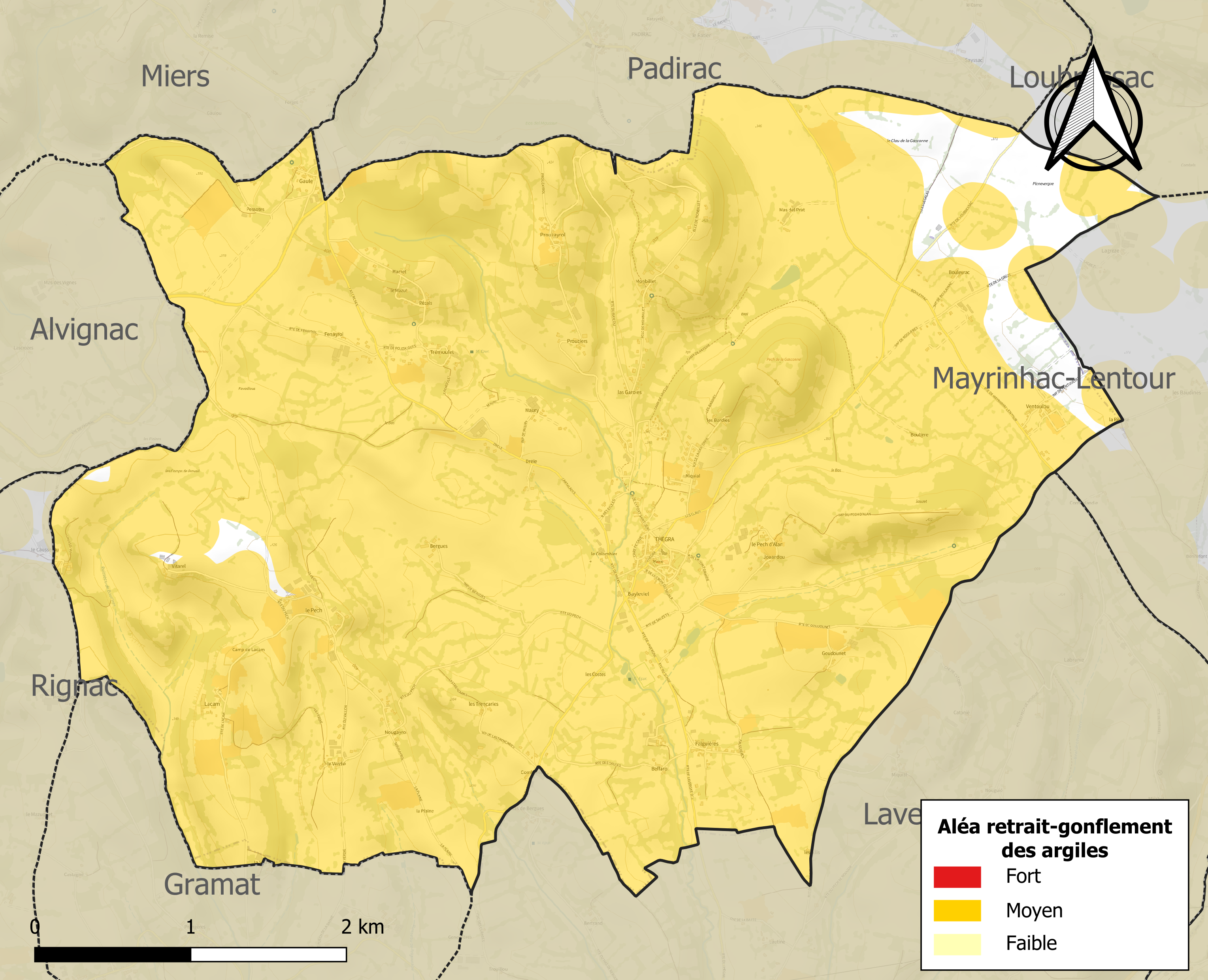
Carte des zones d'aléa retrait-gonflement des sols argileux de Thégra.

Les mouvements de terrains susceptibles de se produire sur la commune sont des glissements de terrain.
Le retrait-gonflement des sols argileux est susceptible d'engendrer des dommages importants aux bâtiments en cas d’alternance de périodes de sécheresse et de pluie. 95,8 % de la superficie communale est en aléa moyen ou fort (67,7 % au niveau départemental et 48,5 % au niveau national). Sur les 274 bâtiments dénombrés sur la commune en 2019, 271 sont en aléa moyen ou fort, soit 99 %, à comparer aux 72 % au niveau départemental et 54 % au niveau national. Une cartographie de l'exposition du territoire national au retrait gonflement des sols argileux est disponible sur le site du BRGM,.
Par ailleurs, afin de mieux appréhender le risque d’affaissement de terrain, l'inventaire national des cavités souterraines permet de localiser celles situées sur la commune.
La commune a été reconnue en état de catastrophe naturelle au titre des dommages causés par les inondations et coulées de boue survenues en 1982, 1989, 1992, 1999 et 2001. Concernant les mouvements de terrains, la commune a été reconnue en état de catastrophe naturelle au titre des dommages causés par la sécheresse en 2019 et par des mouvements de terrain en 1999.

## Toponymie
Le toponyme Thégra (en occitan Tegrà) serait basé sur tres gas qui ferait référence aux trois gués présents en ce lieu,.

## Histoire
Le village a ses premières traces au VIIe siècle, lors de la période de saint Didier (évêque de Cahors). Quelques siècles plus tard (XIe siècle) ce village fut déjà bien peuplé car il disposait de nombreuses paroisses : plus de soixante-quinze faisaient partie de ce qui se nomme l'archiprêtré. On sait qu'à la fin du XIXe siècle, la commune avait encore plus de 800 habitants.

Durant le XIIIe siècle, à Thégra est né un troubadour se nommant Uc de Saint-Circ (transformé en personnage dans un spectacle plusieurs fois représenté sur la période 1995-2005) : c'est autour de lui qu'arriva la guerre de Cent Ans, avec un grand combat entre les Anglais et les Français, puis après cela des guerres de Religion entre les Huguenots et les Catholiques
. À la suite de tout cela beaucoup de bâtiments furent rayés de la carte, et l'église actuelle apparut bien plus tard (XIVe siècle / XVe siècle), reprenant un presbytère datant du XIIe siècle. 

## Politique et administration
| Période                                  | Période | Identité          | Étiquette | Qualité |
| ---------------------------------------- | ------- | ----------------- | --------- | ------- |
| Octobre 2007                             | 2014    | Thierry Chartroux | SE        |         |
| 1987 (à confirmer)                       | 2007    | André Bergougnoux |           |         |
| Les données manquantes sont à compléter. |         |                   |           |         |

Liste des curés de Thégra
| Nom                  | Date      |
| -------------------- | --------- |
|                      |           |
|                      |           |
| M. Arnaud Saluan     | .. - 1753 |
|                      |           |
| M. Germain Beulaguet | .. - 1936 |

## Démographie
L'évolution du nombre d'habitants est connue à travers les recensements de la population effectués dans la commune depuis 1793. Pour les communes de moins de 10 000 habitants, une enquête de recensement portant sur toute la population est réalisée tous les cinq ans, les populations de référence des années intermédiaires étant quant à elles estimées par interpolation ou extrapolation. Pour la commune, le premier recensement exhaustif entrant dans le cadre du nouveau dispositif a été réalisé en 2004.

En 2022, la commune comptait 488 habitants, en évolution de +4,05 % par rapport à 2016 (Lot : +1,31 %, France hors Mayotte : +2,11 %).
| 1793 | 1800 | 1806  | 1821  | 1831  | 1836 | 1841 | 1846  | 1851  |
| ---- | ---- | ----- | ----- | ----- | ---- | ---- | ----- | ----- |
| 908  | 827  | 1 120 | 1 669 | 1 708 | 984  | 973  | 1 016 | 1 041 |

| 1856 | 1861 | 1866 | 1872 | 1876 | 1881 | 1886 | 1891 | 1896 |
| ---- | ---- | ---- | ---- | ---- | ---- | ---- | ---- | ---- |
| 988  | 946  | 956  | 876  | 834  | 762  | 786  | 761  | 733  |

| 1901 | 1906 | 1911 | 1921 | 1926 | 1931 | 1936 | 1946 | 1954 |
| ---- | ---- | ---- | ---- | ---- | ---- | ---- | ---- | ---- |
| 718  | 701  | 655  | 574  | 557  | 535  | 507  | 396  | 419  |

| 1962 | 1968 | 1975 | 1982 | 1990 | 1999 | 2004 | 2006 | 2009 |
| ---- | ---- | ---- | ---- | ---- | ---- | ---- | ---- | ---- |
| 414  | 387  | 387  | 408  | 432  | 416  | 468  | 501  | 492  |

| 2014 | 2019 | 2022 | - | - | - | - | - | - |
| ---- | ---- | ---- | - | - | - | - | - | - |
| 481  | 481  | 488  | - | - | - | - | - | - |

Au début du XXe siècle, Thégra comptait 701 habitants.

## Vie locale

### Enseignement

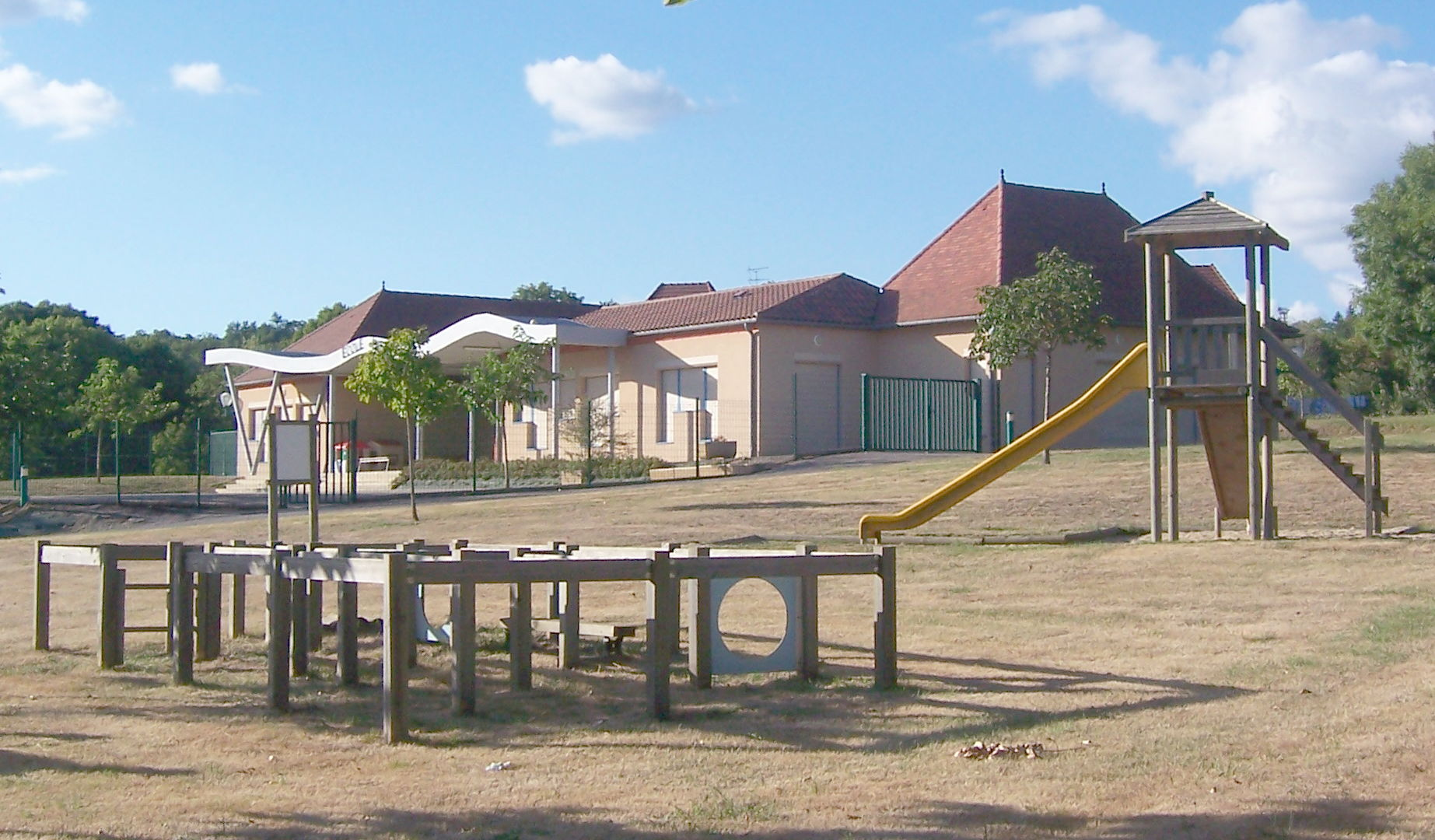
L'école de Thégra.

Thégra dispose d'une école maternelle dans le cadre d'un regroupement pédagogique intercommunal avec Lavergne.

## Économie

### Revenus
En 2018, la commune compte 214 ménages fiscaux, regroupant 456 personnes. La médiane du revenu disponible par unité de consommation est de 19 270 € (20 740 € dans le département).

### Emploi
|                | 2008  | 2013  | 2018   |
| -------------- | ----- | ----- | ------ |
| Commune        | 4,4 % | 8,8 % | 12,4 % |
| Département    | 7,3 % | 8,9 % | 9,6 %  |
| France entière | 8,3 % | 10 %  | 10 %   |

En 2018, la population âgée de 15 à 64 ans s'élève à 280 personnes, parmi lesquelles on compte 81,2 % d'actifs (68,8 % ayant un emploi et 12,4 % de chômeurs) et 18,8 % d'inactifs,. En  2018, le taux de chômage communal (au sens du recensement) des 15-64 ans est supérieur à celui du département et de la France, alors qu'en 2008 la situation était inverse.
La commune fait partie de la couronne de l'aire d'attraction de Gramat, du fait qu'au moins 15 % des actifs travaillent dans le pôle,. Elle compte 119 emplois en 2018, contre 128 en 2013 et 103 en 2008. Le nombre d'actifs ayant un emploi résidant dans la commune est de 200, soit un indicateur de concentration d'emploi de 59,2 % et un taux d'activité parmi les 15 ans ou plus de 58,1 %.
Sur ces 200 actifs de 15 ans ou plus ayant un emploi, 48 travaillent dans la commune, soit 24 % des habitants. Pour se rendre au travail, 85,6 % des habitants utilisent un véhicule personnel ou de fonction à quatre roues, 1,5 % les transports en commun, 3 % s'y rendent en deux-roues, à vélo ou à pied et 9,9 % n'ont pas besoin de transport (travail au domicile).

### Activités hors agriculture

#### Secteurs d'activités
31 établissements sont implantés  à Thégra au 31 décembre 2019. Le tableau ci-dessous en détaille le nombre par secteur d'activité et compare les ratios avec ceux du département,.
| Secteur d'activité                                                                                        | Commune | Commune | Département |
| Secteur d'activité                                                                                        | Nombre  | %       | %           |
| --- | ------- | ------- | ----------- |
| Ensemble                                                                                                  | 31      |         |             |
| Industrie manufacturière, industries extractives et autres                                                | 9       | 29 %    | (14 %)      |
| Construction                                                                                              | 4       | 12,9 %  | (13,9 %)    |
| Commerce de gros et de détail, transports, hébergement et restauration                                    | 10      | 32,3 %  | (29,9 %)    |
| Information et communication                                                                              | 1       | 3,2 %   | (1,8 %)     |
| Activités immobilières                                                                                    | 1       | 3,2 %   | (3,5 %)     |
| Activités spécialisées, scientifiques et techniques et activités de services administratifs et de soutien | 3       | 9,7 %   | (13,5 %)    |
| Administration publique, enseignement, santé humaine et action sociale                                    | 2       | 6,5 %   | (12 %)      |
| Autres activités de services                                                                              | 1       | 3,2 %   | (8,7 %)     |

Le secteur du commerce de gros et de détail, des transports, de l'hébergement et de la restauration est prépondérant sur la commune puisqu'il représente 32,3 % du nombre total d'établissements de la commune (10 sur les 31 entreprises implantées  à Thégra), contre 29,9 % au niveau départemental.

#### Entreprises et commerces
- Agriculture et  élevages (ovins et bovidés)
- Société d'ingénierie ITHPP : études et réalisations de systèmes divers dans les domaines des hautes puissances pulsées et des micro-ondes de forte puissance.
- Plusieurs commerces: boulangerie, coiffeuse, maçons, hôtel, restaurant, menuiseries, fromagers de Rocamadour AOC, l'irlandaise (produits d'Irlande), chauffagiste, docteur, etc.

### Agriculture
La commune est dans la Limargue », une petite région agricole occupant une bande verticale à l'est du territoire du département du Lot. En 2020, l'orientation technico-économique de l'agriculture  sur la commune est l'élevage d'ovins ou de caprins.
|               | 1988  | 2000  | 2010  | 2020  |
| ------------- | ----- | ----- | ----- | ----- |
| Exploitations | 43    | 41    | 39    | 19    |
| SAU (ha)      | 1 169 | 1 354 | 1 681 | 1 264 |

Le nombre d'exploitations agricoles en activité et ayant leur siège dans la commune est passé de 43 lors du recensement agricole de 1988  à 41 en 2000 puis à 39 en 2010 et enfin à 19 en 2020, soit une baisse de 56 % en 32 ans. Le même mouvement est observé à l'échelle du département qui a perdu pendant cette période 60 % de ses exploitations,. La surface agricole utilisée sur la commune est restée relativement stable, passant de 1169 ha en 1988 à 1264 ha en 2020. Parallèlement la surface agricole utilisée moyenne par exploitation a augmenté, passant de 27 à 67 ha.

## Culture locale et patrimoine

### Lieux et monuments
- Château de Thégra : château, qui n'accepte pas encore les visiteurs : il appartient à la famille l'ayant acquis et modifié en 1834. L'édifice est inscrit au titre des monuments historiques en 1960[39].
- Église Saint-Barthélemy. L'édifice a été classé au titre des monuments historiques en 1923[40]. Plusieurs objets sont référencés dans la base Palissy[40].
- Cimetière de Thégra classé au titre des monuments historiques en 1923[41].

Le village de Thégra est à proximité de plusieurs lieux touristiques :
- Loubressac, faisant partie des Plus beaux villages de France.
- Padirac, plus connu pour sa grotte le gouffre de Padirac.
- Rocamadour est un site important, faisant partie d'un des chemins de Saint-Jacques-de-Compostelle.
- La Dordogne, avec plusieurs petits sites de loisirs.
- Autoire et sa cascade, ainsi que le château des Anglais.

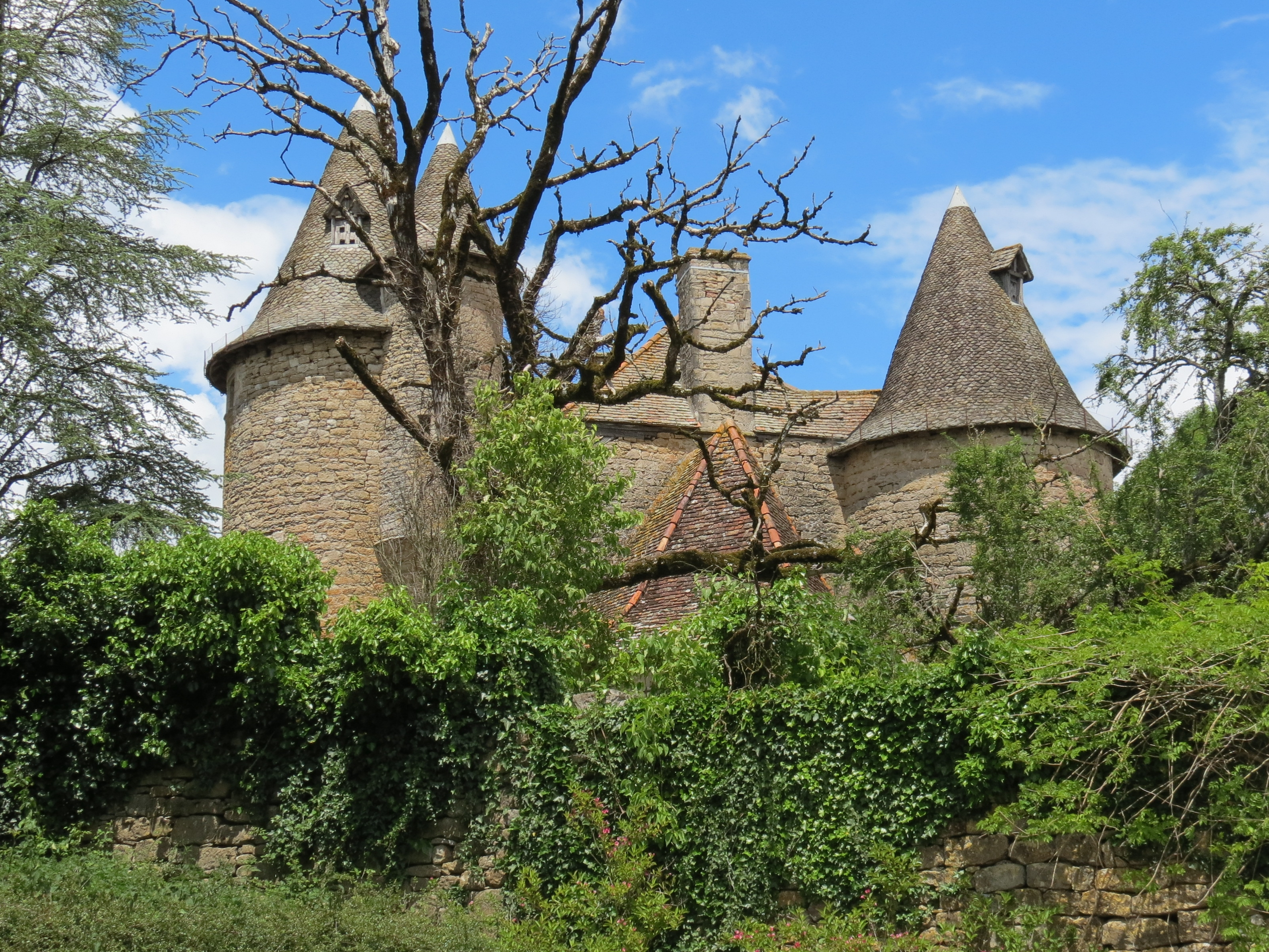
Le château.
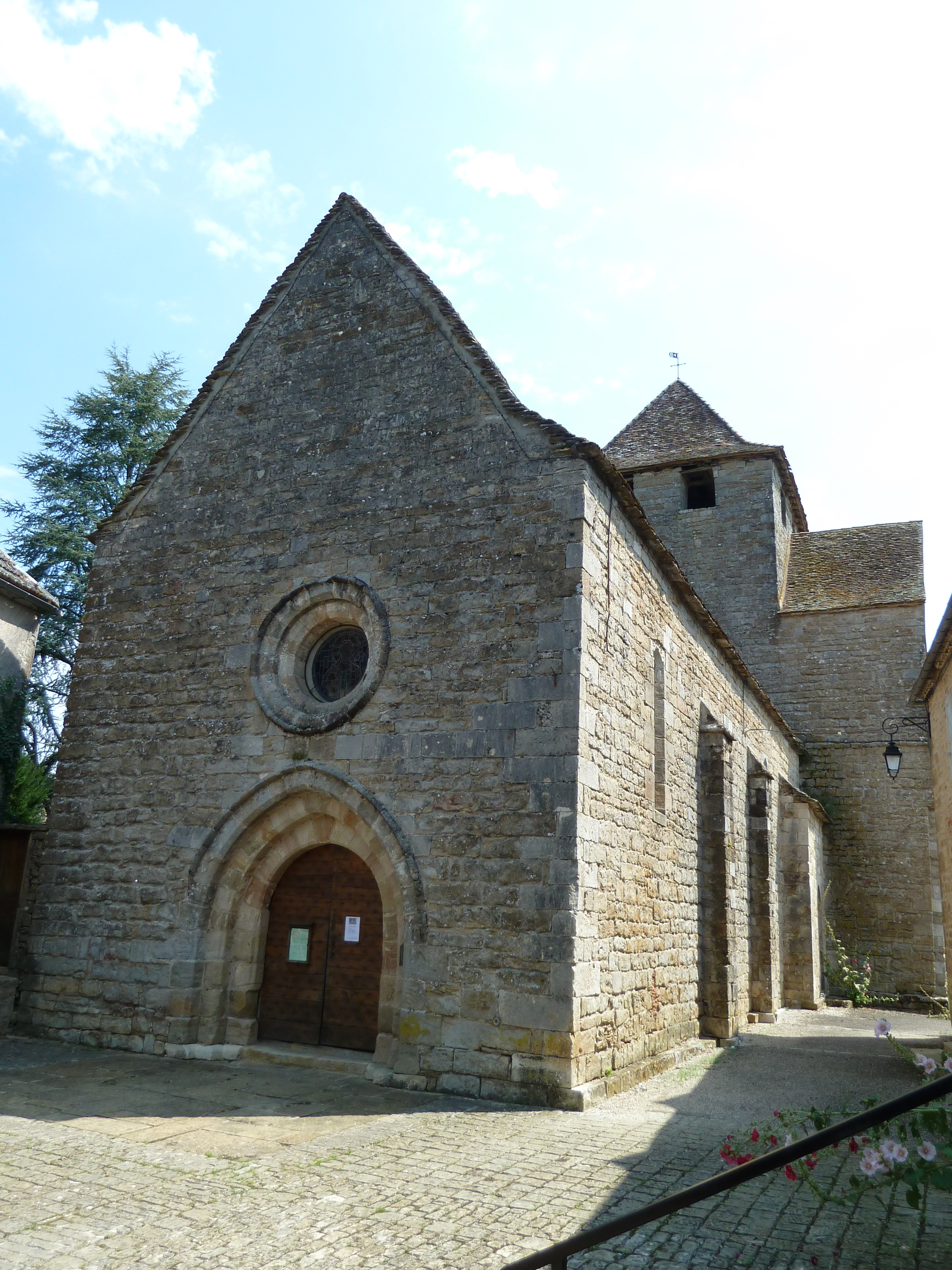
L'Église Saint-Barthélemy.

### Personnalités liées à la commune
- Uc de Saint Circ, troubadour né au XIIe siècle à Thégra[42]. Son père Arman s'était réfugié chez son suzerain à Thégra, après avoir fui les pillards qui ruinaient son repaire, près de La Pannonie.